# Faddy Kristóf
Faddy Kristóf, Faddy József Kristóf (Pincehely, 1800. július 25. – Zirc, 1867. január 18.) ciszterci szerzetes, pap, tanár.

## Élete
1817-ben lépett a rendbe, 1825-ben szentelték pappá. Ezután 1834-ig Székesfehérvárott, 1850-ig Pécsett volt tanár. 1852-ig Előszálláson plébános, ezt követően Zircen viselt különböző tisztségeket.

## Művei
- Nagymélt. Cziráki és Dienesfalvi gróf Cziráky Antal ő Excellentiájának, midőn Székesfehérvárott főispáni székébe iktatnék, tiszteletűl ajánlotta a székes-fejérvári királyi gymnasium 1827. Székes-Fejérvár.
- A vitézség csak a nemzeti csinosodás által dicsőiti meg a nemzetet tökéletesen. Tudományos Gyűjtemény, 1824. IX.
- Lucius Annaeus Seneca életirása. Tudományos Gyűjtemény, 1825. IV.